# Tachikawa Ki-162
Tachikawa Ki-162 – niezrealizowany projekt japońskiego samolotu myśliwskiego będącego kopią niemieckiego myśliwca z napędem odrzutowym, Heinkel He 162.

## Historia
Wraz z zacieśnieniem współpracy w dziedzinie produkcji samolotów pomiędzy III Rzeszą a Japonią, której efektem były konstrukcje Nakajima Maru-Ten, Nakajima J9Y, Mitsubishi Ki-202, Mitsubishi J8M czy Nakajima Ki-201. Naturalną koleją rzeczy było zapoznanie Japończyków z kolejnymi awangardowymi niemieckimi samolotami. Jednym z nich był Heinkel He 162, którego linie produkcyjną delegacja lotnictwa Cesarskiej Armii Japońskiej w Niemczech miała okazje wizytować w Rostoku. Założenia konstrukcji, czyli prostota budowy w jak najmniejszym stopniu wykorzystująca deficytowe materiały strategiczne oraz łatwość w pilotażu od razu wzbudziły duże zainteresowanie Japończyków, którzy zwrócili się z prośbą o udostępnienie im specyfikacji technicznej samolotu oraz wszelkich danych potrzebnych do uruchomienia produkcji licencyjnej samolotu w Japonii. 15 kwietnia 1945 roku naczelne dowództwo Luftwaffe wydało zgodę na przekazanie Japończykom całej potrzebnej dokumentacji. W tamtym okresie, tuż przed zakończeniem wojny w Europie Niemcy nie miały środków i możliwości aby przesłać odpowiednie dokumenty morzem lub samolotem. Znaleziono inne rozwiązanie, przekazano specyfikacje techniczną samolotu drogą radiową do Japonii. Nie jest jasne jakie informacje przekazano i ile. Tym bardziej nie wiadomo na ile przekazane dane mogłyby stać się użyteczne w konstrukcji własnej maszyny opartej na He 162. Do zakończenia wojny na Pacyfiku nie podjęto żadnych prac nad Ki-162. Również oznaczenie samolotu Ki-162 występujące we współczesnych źródłach, jak również potencjalna wytwórnia, którą mogła być Tachikawa, są tylko spekulacją autorów.